# Julian Draxler
Julian Draxler (n. 20 septembrie 1993, Gladbeck, Renania de Nord-Westfalia, Germania) este un fotbalist german, care joacă pe post de mijlocaș lateral sau mijlocaș la Al Ahli SC⁠(d) în Qatar Stars League. Pe plan internațional, are prezențe la națională pentru Germania Sub-21⁠(d), Germania, Germania U18⁠(d) și Germania U19⁠(d).
În ianuarie 2014, el a fost numit de The Guardian unul din cei mai promițători tineri fotbaliști din Europa.

## Statistici carieră

### Club
La 30 septembrie 2017.
| Club                | Sezon         | Campionat     | Campionat | Campionat | Cupă    | Cupă   | Cupa Ligii | Cupa Ligii | Continental | Continental | Altele  | Altele | Total   | Total  | Ref. |
| Club                | Sezon         | Ligă          | Meciuri   | Goluri    | Meciuri | Goluri | Meciuri    | Goluri     | Meciuri     | Goluri      | Meciuri | Goluri | Meciuri | Goluri | Ref. |
| ------------------- | ------------- | ------------- | --------- | --------- | ------- | ------ | ---------- | ---------- | ----------- | ----------- | ------- | ------ | ------- | ------ | ---- |
| Schalke 04          | 2010–11       | Bundesliga    | 15        | 1         | 3       | 2      | —          | —          | 6           | 0           | —       | —      | 24      | 3      |      |
| Schalke 04          | 2011–12       | Bundesliga    | 30        | 2         | 2       | 1      | —          | —          | 13          | 2           | 1       | 0      | 46      | 5      |      |
| Schalke 04          | 2012–13       | Bundesliga    | 30        | 10        | 3       | 2      | —          | —          | 6           | 1           | —       | —      | 39      | 13     |      |
| Schalke 04          | 2013–14       | Bundesliga    | 26        | 2         | 2       | 0      | —          | —          | 10          | 4           | —       | —      | 38      | 6      |      |
| Schalke 04          | 2014–15       | Bundesliga    | 15        | 2         | 1       | 0      | —          | —          | 3           | 0           | —       | —      | 19      | 2      |      |
| Schalke 04          | 2015–16       | Bundesliga    | 3         | 1         | 1       | 0      | —          | —          | 0           | 0           | —       | —      | 4       | 1      |      |
| Schalke 04          | Total         | Total         | 119       | 18        | 12      | 5      | —          | —          | 38          | 7           | 1       | 0      | 170     | 30     | —    |
| VfL Wolfsburg       | 2015–16       | Bundesliga    | 21        | 5         | 1       | 0      | —          | —          | 9           | 3           | 0       | 0      | 31      | 8      |      |
| VfL Wolfsburg       | 2016–17       | Bundesliga    | 13        | 0         | 1       | 0      | —          | —          | —           | —           | —       | —      | 14      | 0      |      |
| VfL Wolfsburg       | Total         | Total         | 34        | 5         | 2       | 0      | —          | —          | 9           | 3           | 0       | 0      | 45      | 8      | —    |
| Paris Saint-Germain | 2016–17       | Ligue 1       | 17        | 4         | 5       | 4      | 1          | 1          | 2           | 1           | —       | —      | 25      | 10     |      |
| Paris Saint-Germain | 2017–18       | Ligue 1       | 6         | 1         | 0       | 0      | 0          | 0          | 2           | 0           | 0       | 0      | 8       | 1      |      |
| Paris Saint-Germain | Total         | Total         | 23        | 5         | 5       | 4      | 1          | 1          | 4           | 1           | 0       | 0      | 33      | 11     | —    |
| Total carieră       | Total carieră | Total carieră | 176       | 28        | 19      | 9      | 1          | 1          | 51          | 11          | 1       | 0      | 248     | 49     | —    |

## Goluri internaționale
| #  | Data              | Stadion                                        | Oponent                    | Scor | Rezultat | Competiția                        |
| -- | ----------------- | ---------------------------------------------- | -------------------------- | ---- | -------- | --------------------------------- |
| 1. | 2 iunie 2013      | RFK Memorial Stadium, Washington, D.C., SUA    | Statele Unite ale Americii | 3–4  | 3–4      | Meci amical                       |
| 2. | 26 iunie 2016     | Stade Pierre-Mauroy, Villeneuve-d'Ascq, Franța | Slovacia                   | 3–0  | 3–0      | UEFA Euro 2016                    |
| 3. | 11 octombrie 2016 | HDI Arena, Hanover, Germania                   | Irlanda de Nord            | 1–0  | 2–0      | 2018 FIFA World Cup qualification |
| 4. | 10 iunie 2017     | Stadion Nürnberg, Nürnberg, Germania           | San Marino                 | 1–0  | 7–0      | 2018 FIFA World Cup qualification |
| 5. | 19 iunie 2017     | Fisht Olympic Stadium, Sochi, Rusia            | Australia                  | 2–1  | 3–2      | 2017 FIFA Confederations Cup      |
| 6. | 4 septembrie 2017 | Mercedes-Benz Arena, Stuttgart, Germania       | Norvegia                   | 2–0  | 6–0      | 2018 FIFA World Cup qualification |

## Palmares

### Club
Schalke 04
- DFB-Pokal: 2010–11
- DFL-Supercup: 2011

### Individual
- Medalia Fritz Walter: U18 Gold Medal 2011[5]
- Golul anului în Germania ”Sportschau”: 2013 (împărțit cu Raúl)[6]